# Davor Crnobori (športski djelatnik)
Davor Crnobori (Baška, Krk, 23. siječnja 1939. – 13. rujna 2012.), hrvatski športski djelatnik

## Životopis
Rođen je na otoku Krku 1939. godine. Zaposlio se početkom 1960.-ih kao profesor tjelesnog odgoja u srednjoj ekonomskoj školi. Potom je radio kao savjetnik u Zavodu za školstvo kotara Pula. Godine 1973. imenovan je za tajnika SIZ-a FK gdje je radio dva mandata odnosno devet godina. Obnašao je dužnost direktora radne zajednice SFK-e, tri je godine bio tajnik SFK-e. Zadnja dužnost koju je obnašao bila je tajnika Županijskog saveza športova Istarske županije. Umirovio se 1998., a umro 2012. godine. Crnobori je bio prvi tajnik Saveza športova Istarske županije, osnovane 10. siječnja 1996. godine.

## Nagrade
Za rad u športu Crnobori dobio je niz priznanja, uključujući i najviše hrvatsko športsko priznanje, Nagradu za šport "Franjo Bučar 1996. godine.

## Vanjske poveznice
- Glas Istre Pula: Oproštaj od Davora Crnoborija